# Танджело-Парк (Флорида)
Танджело-Парк (англ. Tangelo Park) — переписна місцевість (CDP) в США, в окрузі Орандж штату Флорида. Населення — 2459 осіб (2020).

## Географія
Танджело-Парк розташоване за координатами 28°27′22″ пн. ш. 81°26′48″ зх. д. / 28.45611° пн. ш. 81.44667° зх. д. (28.456078, -81.446535).  За даними Бюро перепису населення США в 2010 році переписна місцевість мала площу 0,91 км², уся площа — суходіл.

## Демографія
Згідно з переписом 2010 року, у переписній місцевості мешкала 2231 особа в 715 домогосподарствах у складі 544 родин. Густота населення становила 2442 особи/км².  Було 801 помешкання (877/км²).
Расовий склад населення:
| - 83,7 % — чорних або афроамериканців - 10,0 % — білих - 0,3 % — азіатів - 0,1 % — вихідців з тихоокеанських островів - 0,1 % — корінних американців - 3,4 % — осіб інших рас |

До двох чи більше рас належало 2,3 %. Частка іспаномовних становила 9,7 % від усіх жителів.
За віковим діапазоном населення розподілялося таким чином: 27,8 % — особи молодші 18 років, 59,0 % — особи у віці 18—64 років, 13,2 % — особи у віці 65 років та старші. Медіана віку мешканця становила 35,7 року. На 100 осіб жіночої статі у переписній місцевості припадало 89,2 чоловіків;  на 100 жінок у віці від 18 років та старших — 89,8 чоловіків також старших 18 років.
Середній дохід на одне домашнє господарство  становив 46 404 долари США (медіана — 39 145), а середній дохід на одну сім'ю — 48 566 доларів (медіана — 45 052). Медіана доходів становила 32 660 доларів для чоловіків та 25 324 долари для жінок. За межею бідності перебувало 20,5 % осіб, у тому числі 29,0 % дітей у віці до 18 років та 13,2 % осіб у віці 65 років та старших.
Цивільне працевлаштоване населення становило 1131 особа. Основні галузі зайнятості: мистецтво, розваги та відпочинок — 23,4 %, роздрібна торгівля — 17,2 %, освіта, охорона здоров'я та соціальна допомога — 15,9 %.